# Sonorella dalli
Sonorella dalli är en snäckart som beskrevs av Bartsch 1904. Sonorella dalli ingår i släktet Sonorella och familjen Helminthoglyptidae. Inga underarter finns listade i Catalogue of Life.